# Un air de famille (film)
Un air de famille is een Franse film van Cédric Klapisch die werd uitgebracht in 1996.
De film is gebaseerd op het gelijknamige toneelstuk van Jean-Pierre Bacri en Agnès Jaoui dat voor het eerst werd opgevoerd op 27 september 1994 in Parijs. Deze praatfilm werd erg gunstig onthaald en werd bekroond met drie Césars.

## Samenvatting
Naar wekelijkse gewoonte komt de familie Ménard samen in het café 'Au Père Tranquille' dat wordt uitgebaat door Henri, de oudste zoon. Daarna gaan ze met zijn allen eten in het restaurant 'Aux ducs de Bretagne'. Deze keer vormt de 35e verjaardag van Yolande, de vrouw van Philippe, de jongste zoon, de aanleiding om samen te komen. De familie slaagt er echter niet in samen te dineren want al gauw blijkt dat Arlette, de vrouw van Henri, net het echtelijk dak heeft verlaten. Dat nieuws vormt een katalysator voor allerlei latente geschillen en ergernissen die nu boven komen drijven ...

## Rolverdeling
| Acteur                 | Personage                  |
| ---------------------- | -------------------------- |
| Jean-Pierre Bacri      | Henri Ménard               |
| Wladimir Yordanoff     | Philippe Ménard            |
| Catherine Frot         | Yolande Ménard             |
| Jean-Pierre Darroussin | Denis                      |
| Claire Maurier         | de moeder                  |
| Agnès Jaoui            | Betty Ménard               |
| Cédric Klapisch        | de vader in 1967           |
| Antoine Chappey        | de buurman in de cité      |
| Zinedine Soualem       | een consument              |
| Walter Debergh         | een consument              |
| Albert Parisio         | een consument              |
| Sophie Simon           | de moeder in 1967          |
| Alain Guillo           | de presentator             |
| Chantal Gouard         | een vriendin van de moeder |
| Viviane Ordas          | een vriendin van de moeder |
| Aurélie Remacle        | Betty in 1967              |
| Nicolas Taeb           | Henri in 1967              |
| Ludovic Taeb           | Philippe in 1967           |
| Romain Legrand         | Kevin                      |
| Hugo Charpiot          | Mikael                     |

## Prijzen
De film werd bekroond met drie Césars, voor beste scenario, beste mannelijke bijrol (Jean-Pierre Darroussin) en beste vrouwelijke bijrol (Catherine Frot).